# Massacre à Paris
Massacre à Paris est le titre français d'une pièce de théâtre de l'ère élisabéthaine, The Massacre at Paris, écrite en 1593 par le dramaturge britannique Christopher Marlowe. La pièce porte sur le massacre de la Saint-Barthélemy à Paris en 1572 et le rôle que le duc de Guise a dans cet événement.
Le seul texte survivant est une édition in-8° non datée. Comptant environ 1 250 vers, elle semble trop courte pour représenter la pièce originale complète et est sans doute une reconstruction de mémoire par les acteurs qui ont interprété l'œuvre. Une page du texte original a survécu sous forme manuscrite. Elle est connue sous le nom de « Collier leaf » (Bibliothèque Folger Shakespeare Ms.J.b.8), d'après le nom de l'érudit shakespearien John Payne Collier. Bien que celui-ci soit connu comme faussaire notoire, les érudits modernes pensent que cette feuille particulière est probablement authentique. Elle fournit une version d'une réplique du duc de Guise plus longue que celle qui apparaît dans le texte imprimé.

## Résumé
La pièce commence à Paris, lors du mariage d'Henri de Navarre, noble huguenot avec Marguerite de Valois, sœur du roi catholique. Il apparaît immédiatement que la reine-mère Catherine de Médicis a des intentions hostiles à l'égard de la reine de Navarre et que les huguenots se méfient profondément des catholiques, dirigés par le duc de Guise. Ce dernier qui fait rapidement savoir qu'il entend assassiner la reine de Navarre et un de ses amiraux.
Le complot de Guise est exécuté rapidement : la reine de Navarre décède après avoir reçu des gants empoisonnés, et son amiral est abattu par un tireur d'élite alors qu'il aide à transporter le corps de la reine de Navarre. L'amiral ne meurt pas, mais est grièvement blessé. La famille royale et les chefs de la faction Guise commencent à planifier un massacre tandis que Charles, le roi de France, rend visite à l'amiral blessé.
L'amiral est bientôt assassiné dans son lit par des gentilshommes de Guise, et le massacre se répand dans tout Paris. Henri de Navarre est détenu à l'intérieur du palais, le mariage entre lui et la princesse catholique s'avérant inutile pour endiguer un soulèvement. Les émeutiers, menés par Guise et ses proches compatriotes, réclament le sang des huguenots, notamment proches de la lignée navarraise (y compris les précepteurs et les pasteurs). Le massacre accompli, la reine-mère rappelle son fils de l'étranger pour qu'il soit sacré roi de France. Il est accueilli et fêté par sa mère, qui fait comprendre au tribunal qu'elle est toujours le véritable pouvoir derrière le trône et prendra toutes les décisions.
Le prince de Navarre parvient à s'échapper et à regagner son territoire d'origine. Il découvre que Guise lève une armée pour le poursuivre, dirigée par un général nommé Joyeux. Navarre lève immédiatement sa propre armée et l'envoie à la rencontre de l'armée française avant qu'elle n'atteigne son pays natal. Navarre apprend bientôt que Joyeux a été tué et qu'ils ont remporté une victoire décisive contre les Français.
Guise est irrité par sa défaite, et Henri III est prêt à en finir complètement avec le duc de Guise. La nouvelle de ce projet parvient à Guise, qui commence à planifier une contre-attaque, et à qui Henri III propose son secours. Il convainc Guise de se rendre à la cour royale de Blois. Là, il fait assassiner Guise par trois assassins et montre le corps au fils de sa victime afin que la nouvelle de ce qui a été fait parvienne au peuple. Il ordonne également l'assassinat des frères du duc, Dumaine et le cardinal de Lorraine, pour réduire les risques de vengeance. Henri informe sa mère de ce qu'il a fait, et elle est attristée et en colère qu'il ait agi seul sans elle. Dumaine apprend le meurtre de son frère et un frère jacobin lui propose d'assassiner Henri III.
Les deux rois de France et de Navarre s'associent contre la Ligue catholique à Paris. Sous le prétexte de lui remettre une lettre, le jacobin poignarde Henri III, qui tue le frère dans la lutte. Lorsqu'il devient clair que le roi ne survivra pas, il désigne Navarre comme héritier du trône de France. La pièce se termine avec Navarre, devenu Henri IV, jurant vengeance contre la Ligue catholique.

## Autour de la pièce
Une mise en scène a été réalisée par Patrice Chéreau en 1972. La pièce, dont l'adaptation française est confiée à l'auteur Jean Vauthier, est créée au Théâtre National Populaire (TNP) de Villeurbanne du 19 mai au 10 juin 1972, pour dix-huit représentations. Elle reçoit un accueil mitigé. Si la plupart des critiques reconnaissent la qualité du spectacle, certains lui reprochent sa vision de l'histoire, sa violence gratuite et surtout son excès de faste, déplaçant la polémique de l'esthétique à l'économique. Le débat dépasse rapidement le cadre des représentations puisque le critique Bertrand Poirot-Delpech (Le Monde) accuse Chéreau et plus largement l'équipe de Villeurbanne d'avoir usurpé l'identité du TNP (fondé par Jean Vilar) et trahi les idéaux du théâtre populaire. Chéreau revisitera vingt ans plus tard cette période historique dans son film La Reine Margot, adapté du roman d'Alexandre Dumas.
Une version de la pièce a été écrite par le dramaturge australien Tommy Murphy (en) pour une production par l'Australian Theatre for Young People (en) en 2001. 
En 2017 est créé Margot, mise en scène par Laurent Brethome, d’après une traduction inédite et des textes additionnels de Dorothée Zumstein.